# Improphantes nitidus
Improphantes nitidus là một loài nhện trong họ Linyphiidae.
Loài này thuộc chi Improphantes. Improphantes nitidus được Tord Tamerlan Teodor Thorell miêu tả năm 1875.